# Доктор (науковий ступінь)

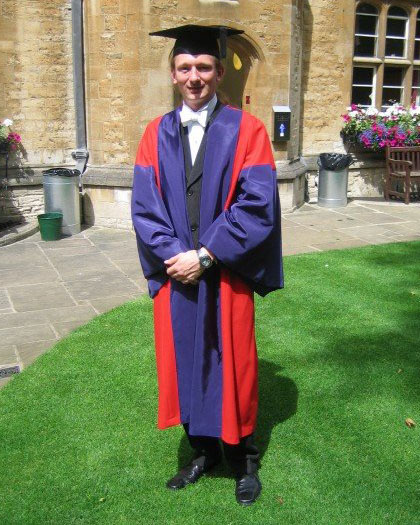
Доктор філософії в академічному одязі Оксфордського університету

До́ктор (лат. doctor, «вчитель»[джерело?]) — науковий ступінь, який присуджують людині після захисту докторської дисертації або виконання інших вимог. У різних країнах вимоги і характеристики докторського ступеня різняться. Ступінь доктора також може різнитися за галуззю знань.
Ступінь доктор наук є найвищим. У більшості зарубіжних країн найменування ступеня «доктор» не відображає детальної спеціалізації: як приклад, доктор філософії означає присудження цього ступеня філософським факультетом, котрий, як правило, об'єднує фахівців як гуманітарних, так і природничих наук. В університетах Великої Британії та країн, які традиційно використовують британську систему організації університетів, ступінь доктор філософії (англ. Doctor of philosophy) присуджується гуманітаріям, а для фахівців з природничих наук прийнято позначення доктор наук (англ. Doctor of sciences). У Франції та країнах, що використовують французьку систему вищої освіти, титул доктора охоплює кілька ступенів, найнижчий з котрих доктор третього циклу (фр. Docteur de troisieme cycle — таким циклом вважаються 5—6-й роки навчання в університеті), наступні — доктор університету (фр. Docteur de l'Uni-versite, що встановлена в 1897 році та присуджується за підсумками захисту дисертації і як полегшена щодо вимог призначається переважно іноземцям) та державний доктор фр. Docteur de l'Etat; вимагається подання двох друкованих дисертацій — головної (англ. These principale) на тему, обрану дисертантом, і додаткової (англ. These complemen-taire) на тему, визначену факультетом]. У 1935 році в Німеччині крім ступеня доктора наук був введений ступінь хабілітованого доктора (нім. Doctor habilitatus), що дає право на заміщення посади професора університету. В університетах ФРН в докторський диплом вноситься оцінка, отримана на докторському іспиті, а також оцінка захисту. У ФРН, Австрії, Італії ступінь доктора є єдиним. У багатьох країнах фахівцю на знак визнання його наукових заслуг, починаючи з XIX століття може бути присуджений почесний ступінь доктора наук (англ. Honoris causa, скорочено: h.с., англ. Doctor honoris causa, скорочено: D.h.с.).
Україна після розпаду СРСР успадкувала радянську систему наукових ступенів, де доктор наук є найвищим науковим ступенем.

## Історія терміна

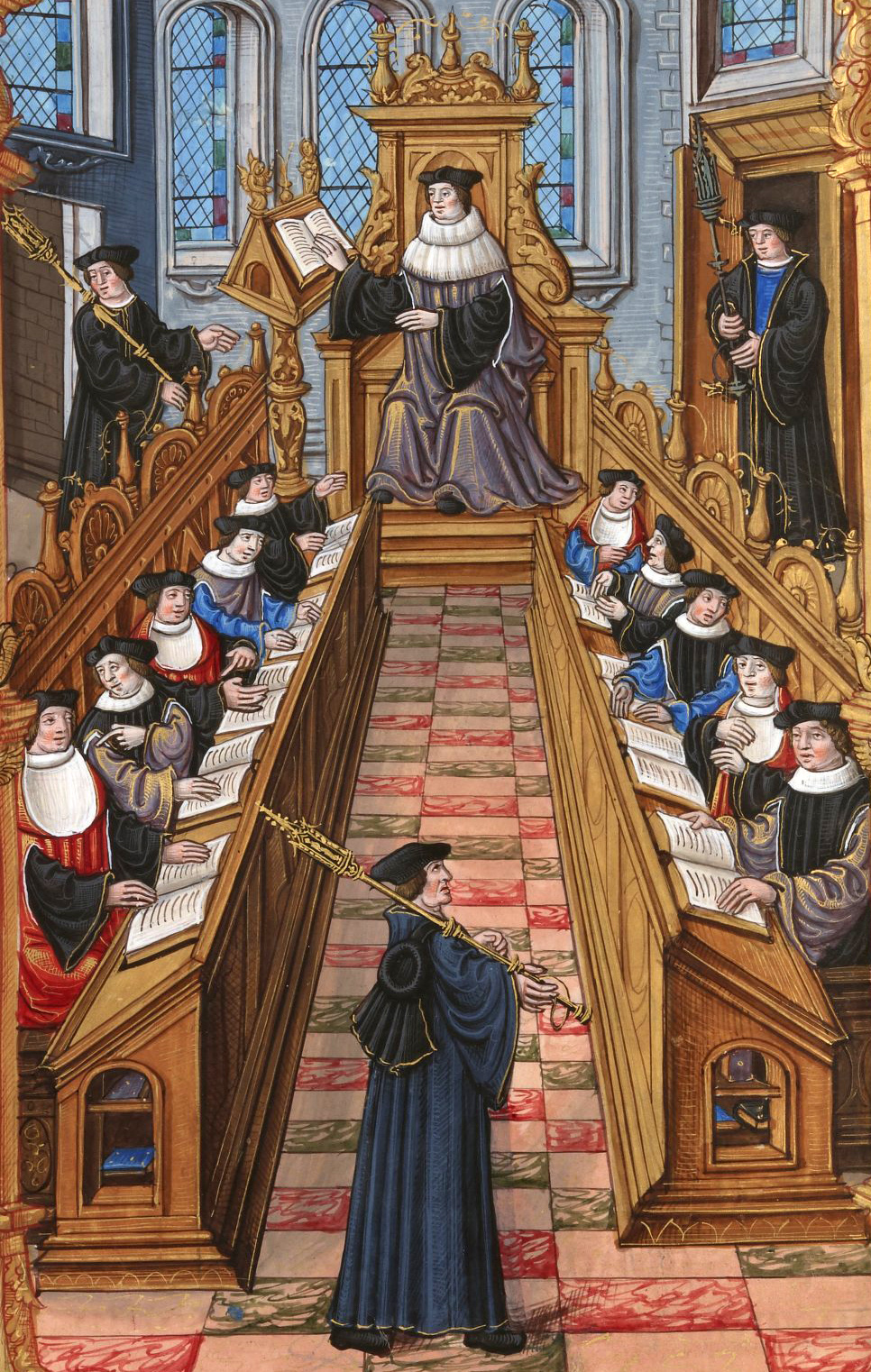
Нарада докторів у Паризькому університеті (середньовічні рукописи)

Звання доктора (лат.: doceō , я навчаю (будь-кого)) з'явилося у середні віки як дозвіл викладати (латинь: licentia docendi) у середньовічних університетах. Корінь цього слова може бути знайдений у ранньому християнстві, коли термін «доктор» позначав апостолів, отців церкви та інших християнських володарів, які вчили як інтерпретувати Біблію. Право присвоювати licentia docendi було спочатку лише у Католицької церкви.
Першими академічними ступенями були юридичні ступені

## Звання доктора в Україні
В Україні до літа 2016 року існували лише два наукових ступені: «доктор наук» та «кандидат наук».
Порядок присудження наукових ступенів «доктор наук» та «кандидат наук» визначено Постановою КМУ від 7 березня 2007 р. № 423..
Науковий ступінь доктора наук присуджується спеціалізованою вченою радою на підставі прилюдного захисту докторської дисертації особою, яка має науковий ступінь кандидата наук, і затверджується Міністерством освіти і науки України з урахуванням висновку відповідної експертної ради Департаменту атестації кадрів (скорочено ДАК) МОН України.
Влітку 2016 року Міносвіти своїм рішенням скасувало науковий ступінь «кандидат наук». Особи, які мають ступінь «кандидат наук», за власним бажанням зможуть отримати диплом доктора філософії.

## Звання в інших країнах

### США і Сполучене Королівство
У США і Сполученому Королівстві ступінь доктора називається «доктором філософії» незалежно від того, з якої спеціальності людина здобуває ступінь (окрім медицини). У США ступінь Доктор медицини — це практичний титул лікаря з медичною освітою; у Великій Британії — це науковий ступінь особи, яка має успішно завершену медичну освіту відповідного рівня, але при цьому цей титул не дозволяє лікувати пацієнтів.
Кваліфікаційною роботою здобувача ступеня є докторська дисертація (англ. Ph.D. Thesis)
Незважаючи на назву, останнім часом ступінь не має жодного практичного стосунку до філософії (тільки історичне) та присуджується майже в усіх наукових галузях, наприклад: доктор філософії з літератури або доктор філософії з фізики.
Це пов'язано з традиціями, висхідними до часів середньовічних університетів, стандартна структура яких зазвичай передбачала наявність факультетів філософії, юриспруденції, теології та медицини. Тому окрім ступеня доктора філософії існують та обмежений ряд інших докторських ступенів того ж рангу; лікарям присуджується ступінь доктор медицини, юристам — доктор права, богословам — доктор богослов'я, а решті — доктор філософії.
Незважаючи на те що в США немає наукового ступеня, відповідного ступеня доктора наук в Україні (ступінь доктора філософії — PhD — у США нижче ступеня доктора наук України), ряд університетів присвоюють за певними спеціальностями ступінь доктора наук (Sc.D., D.Sc., S.D. or Dr.Sc.). Цей науковий ступінь як альтернатива ступеня доктора філософії присвоюється Гарвардським університетом, університетом Джонса Гопкінса, Массачусетським технологічним інститутом, університетом Роберта Морріса та університетом Тулейн (Тулейнський університет). Так, в університеті Джонса Гопкінса ступінь доктора наук (The Doctor of Science — Sc.D.) встановлений для людей з винятковими здібностями, які прагнуть розробити нові методи, необхідні для перспективних досліджень (в області епідеміології, психології та соціології).

### Види докторських ступенів

#### Академічні докторські ступені
- Doctor of Applied Science (D. A. S.)
- Doctor of Architecture (D. Arch.)
- Doctor of Arts (D. A.)
- Doctor of Business Administration (D. B. A.)
- Doctor of Canon Law (J. C. D.)
- Doctor of Chemistry (D. Chem.)
- Doctor of Comparative Law/Doctor of Civil Law (D. C. L.)
- Doctor of Computer Science (D. C. S.)
- Doctor of Criminal Justice (D. C. J.)
- Doctor of Criminology (D. Crim.)
- Doctor of Design (Dr. DES.)
- Doctor of Education (Ed. D. or D. Ed.)
- Doctor of Engineering (D. Eng.)
- Doctor of Engineering Science (D. E. Sc./Sc. D. E.)
- Doctor of English
- Doctor of Environmental Design (D. E. D.)
- Doctor of Environmental Science and Engineering (D. Env.)
- Doctor of Fine Arts (D.F.A.)
- Doctor of Forestry (D. F.)
- Doctor of Geological Science (D. G. S.)
- Doctor of Health and Safety (D. H. S.)
- Doctor of Health Science (DHSc.)
- Doctor of Hebrew Literature/Doctor of Hebrew Letters (D. H. L.)
- Doctor of Hebrew Studies (D. H. S.)
- Doctor of Humane Letters (D. Hum. Litt.)
- Doctor of Industrial Technology (D. I. T.)
- Doctor of Information Technology (D. I. T.)
- Doctor of Juridical Science (S. J. D. or J. S. D.)
- Doctor of Literature and Philosophy (D. Litt. et Phil.)
- Doctor of Liberal Studies (D. L. S.)
- Doctor of Library Science (D. L. S.)
- Doctor of Management (D. M.)
- Doctor of Medical Science (D. M. Sc.)
- Doctor of Ministry (D. Min./D. M.)
- Doctor of Modern Languages (D. M. L.)
- Doctor of Music Ministry (D. M. M.)
- Doctor of Music (D. Mus, Mus. Doc.)
- Doctor of Musical Arts (D. M. A., A. Mus. D.)
- Doctor of Musical Education (D. M. E.)
- Doctor of Nursing Science (D. N. Sc.)
- Doctor of Project Management (D. P. M.)
- Doctor of Philosophy (Ph. D)
- Doctor of Physical Education (D. P. E.)
- Doctor of Public Administration (D. P. A.)
- Doctor of Public Health (Dr. P. H.)
- Doctor of Professional Studies (D. Prof./D. P. S.)
- Doctor of Recreation (D. Rec./D. R.)
- Doctor of Rehabilitation (Rh. D.)
- Doctor of Religious Education (D. R. E.)
- Doctor of Sacred Music (D. S. M.)
- Doctor of Sacred Theology (S. T. D.)
- Doctor of Science (D. Sc./Sc. D.)
- Doctor of Science and Hygiene (D. Sc. H.)
- Doctor of Science in Dentistry (D. Sc. D.)
- Doctor of Science in Veterinary Medicine (D. Sc. V. M.)
- Doctor of Social Science (D. S. Sc.)
- Doctor of Social Work (D. S. W.)
- Doctor of the Science of Law (L. Sc. D.)
- Doctor of Theology (Th. D.)
- Engineering Doctorate (Eng. D.)
- Executive Doctor of Management (EDM)

#### Професійні докторські ступені (перші професійні ступені)
- Doctor of Audiology (Au. D.)
- Doctor of Chiropractic (D. C.)
- Doctor of Dental Medicine (D. M. D.)
- Doctor of Dental Surgery (D. D. S.)
- Doctor of Human Sexuality (D. H. S.)
- Juris Doctor/Doctor of Jurisprudence (J. D.)
- Doctor Liberalium Artium (D. L. A.)
- Doctor of Management (D. M.) (For example, in Organizational Leadership
- Doctor of Medicine/Medicine Doctor (M. D.)
- Doctor of Physical Therapy (D. P. T.)
- Doctor of Osteopathic Medicine (D. O.)
- Doctor of Oriental Medicine (O. M. D.)
- Doctor of Pharmacy (Pharm. D.)
- Doctor of Physical Therapy (D. P. T.)
- Doctor of Podiatric Medicine (D. P. M.)
- Doctor of Professional Studies (DProf or D. P. S.)
- Doctor of Nursing Practice (D. N. P.)
- Doctor of Veterinary Medicine (D. V. M.)
- Doctor of Naturopathic Medicine (N. D. or less commonly D. N. M.) / Doctor of Naturopathy (N. D.) -- N. D. can also stand for the licensed professional title of Naturopathic Doctor (N. D.) conferred by licensing bodies.
- Doctor of Natural Medicine (N. M. D.)
- Doctor of Psychology (Psy. D.)
- Doctor of Clinical Psychology (DCP)
- Doctor of Optometry/Optometry Doctor (O. D.)
- Doctor of Occupational Therapy (D. O. T.)

#### Вищі вчені ступеня доктора наук у Сполученому Королівстві, Ірландії та країнах Співдружності націй
- Doctor of Divinity/Divinitatis Doctor (D. D.)
- Doctor of Canon Law (in the UK this degree did not survive the Protestant reformation)
- Doctor of Civil Law (D. C. L.)
- Doctor of Laws/Legum Doctor (LL. D.)
- Doctor of Juridical Science (S. J. D., J. S. D.)
- Doctor of Medicine (D. M. or M. D.)
- Doctor of Letters/Litterarum Doctor (D. Litt. or Litt. D.)
- Doctor of Science (D. Sc. or Sc. D.)
- Doctor of Music (D. Mus. or Mus. D.)
- Doctor of Technology (D. Tech.)
- Doctor of Governance (DGov)
- Doctor of the University (D. Univ.; usually honorary)[6]

### Польща
У Польщі вчені ступені називаються «doktor» та «doktor habilitowany», що є відповідниками українських кандидат наук та доктор наук. Зокрема, Угода між Кабінетом Міністрів України та Урядом Республіки Польща про академічне взаємовизнання документів про освіту та рівноцінність ступенів з 11.04.2005 р. передбачає [Архівовано 5 жовтня 2018 у Wayback Machine.] можливість продовження навчання чи здобуття наступного вченого звання для осіб, що мають нижче звання. Тобто особі, що має диплом магістра в одній із країн, дається право здобувати кандидата наук (doktora) в другій країні, і, відповідно, маючи кандидата — право на здобуття доктора наук (doktora habilitowanego).

### Німеччина
Доктор є найвищим академічним ступенем. Ступінь доктора набувається за докторською програмою в університеті, який має право присуджувати докторський ступінь.